# Kandidatenturnier Zürich 1953
Das Kandidatenturnier Zürich 1953 war das zweite Kandidatenturnier des Schachweltverbandes FIDE und fand vom 29. August bis 24. Oktober in Zürich und Neuhausen als doppelrundiges Turnier mit fünfzehn Teilnehmern statt. Für eine Teilnahme hatten sich die Spieler der Plätze eins bis acht des Interzonenturniers Saltsjöbaden 1952 qualifiziert. Außerdem waren teilnahmeberechtigt David Bronstein als Verlierer des Wettkampfes um die Schachweltmeisterschaft 1951, die Spieler auf den Plätzen zwei bis fünf des Kandidatenturniers Budapest 1950 sowie Max Euwe und Samuel Reshevsky als weitere Teilnehmer der Schachweltmeisterschaft 1948.
Wassili Smyslow siegte mit zwei Punkten Vorsprung und erhielt das Recht, in der Schachweltmeisterschaft 1954 Weltmeister Michail Botwinnik herauszufordern.
Die ersten sieben Runden fanden im Kirchengemeindehaus Neuhausen statt, ab Runde 8 spielte man im Kammermusiksaal des Deutschen Kongresshauses in Zürich.

## Abschlusstabelle
|     | Name              | 1 | 1 | 2 | 2 | 3 | 3 | 4 | 4 | 5 | 5 | 6 | 6 | 7 | 7 | 8 | 8 | 9 | 9 | 10 | 10 | 11 | 11 | 12 | 12 | 13 | 13 | 14 | 14 | 15 | 15 | Punkte |
| --- | ----------------- | - | - | - | - | - | - | - | - | - | - | - | - | - | - | - | - | - | - | -- | -- | -- | -- | -- | -- | -- | -- | -- | -- | -- | -- | ------ |
| 1.  | Wassili Smyslow   |   |   | ½ | ½ | 1 | 1 | ½ | 1 | ½ | ½ | 1 | 1 | ½ | ½ | ½ | 0 | ½ | ½ | ½  | ½  | ½  | ½  | ½  | ½  | 1  | ½  | 1  | 1  | 1  | ½  | 18     |
| 2.  | David Bronstein   | ½ | ½ |   |   | 1 | ½ | 1 | 1 | ½ | ½ | ½ | 0 | ½ | ½ | ½ | ½ | 1 | ½ | ½  | ½  | ½  | ½  | 0  | 1  | 1  | ½  | ½  | ½  | ½  | ½  | 16     |
| 2.  | Paul Keres        | 0 | 0 | 0 | ½ |   |   | ½ | ½ | ½ | 1 | ½ | 1 | ½ | ½ | ½ | ½ | ½ | ½ | 0  | ½  | 1  | 1  | 1  | ½  | ½  | 1  | ½  | ½  | 1  | 1  | 16     |
| 2.  | Samuel Reshevsky  | ½ | 0 | 0 | 0 | ½ | ½ |   |   | ½ | ½ | ½ | ½ | ½ | ½ | 1 | 0 | ½ | ½ | ½  | 1  | ½  | 1  | 1  | ½  | ½  | 1  | 1  | 1  | 1  | ½  | 16     |
| 5.  | Tigran Petrosjan  | ½ | ½ | ½ | ½ | ½ | 0 | ½ | ½ |   |   | ½ | ½ | 0 | ½ | ½ | ½ | 0 | 0 | ½  | ½  | ½  | ½  | 1  | 1  | ½  | 1  | 1  | ½  | 1  | 1  | 15     |
| 6.  | Efim Geller       | 0 | 0 | ½ | 1 | ½ | 0 | ½ | ½ | ½ | ½ |   |   | 1 | 1 | ½ | 0 | 0 | 1 | ½  | ½  | 0  | 1  | 1  | ½  | ½  | 1  | 0  | 1  | ½  | ½  | 14½    |
| 6.  | Miguel Najdorf    | ½ | ½ | ½ | ½ | ½ | ½ | ½ | ½ | 1 | ½ | 0 | 0 |   |   | 1 | ½ | 1 | ½ | ½  | 0  | ½  | ½  | ½  | ½  | ½  | ½  | 0  | ½  | 1  | 1  | 14½    |
| 8.  | Alexander Kotow   | ½ | 1 | ½ | ½ | ½ | ½ | 0 | 1 | ½ | ½ | ½ | 1 | 0 | ½ |   |   | 1 | 0 | 1  | ½  | 0  | 0  | 1  | 0  | 1  | ½  | 0  | ½  | 0  | 1  | 14     |
| 8.  | Mark Taimanow     | ½ | ½ | 0 | ½ | ½ | ½ | ½ | ½ | 1 | 1 | 1 | 0 | 0 | ½ | 0 | 1 |   |   | 1  | 0  | ½  | ½  | ½  | ½  | ½  | 0  | 0  | ½  | 1  | 1  | 14     |
| 10. | Juri Awerbach     | ½ | ½ | ½ | ½ | 1 | ½ | ½ | 0 | ½ | ½ | ½ | ½ | ½ | 1 | 0 | ½ | 0 | 1 |    |    | ½  | ½  | ½  | ½  | 0  | ½  | 1  | 1  | 0  | 0  | 13½    |
| 10. | Isaak Boleslawski | ½ | ½ | ½ | ½ | 0 | 0 | ½ | 0 | ½ | ½ | 1 | 0 | ½ | ½ | 1 | 1 | ½ | ½ | ½  | ½  |    |    | ½  | 0  | ½  | ½  | ½  | 1  | ½  | ½  | 13½    |
| 12. | László Szabó      | ½ | ½ | 1 | 0 | 0 | ½ | 0 | ½ | 0 | 0 | 0 | ½ | ½ | ½ | 0 | 1 | ½ | ½ | ½  | ½  | ½  | 1  |    |    | 1  | ½  | ½  | ½  | 1  | ½  | 13     |
| 13. | Svetozar Gligorić | 0 | ½ | 0 | ½ | ½ | 0 | ½ | 0 | ½ | 0 | ½ | 0 | ½ | ½ | 0 | ½ | ½ | 1 | 1  | ½  | ½  | ½  | 0  | ½  |    |    | ½  | 1  | 1  | 1  | 12½    |
| 14. | Max Euwe          | 0 | 0 | ½ | ½ | ½ | ½ | 0 | 0 | 0 | ½ | 1 | 0 | 1 | ½ | 1 | ½ | 1 | ½ | 0  | 0  | ½  | 0  | ½  | ½  | ½  | 0  |    |    | 1  | ½  | 11½    |
| 15. | Gideon Ståhlberg  | 0 | ½ | ½ | ½ | 0 | 0 | 0 | ½ | 0 | 0 | ½ | ½ | 0 | 0 | 1 | 0 | 0 | 0 | 1  | 1  | ½  | ½  | 0  | ½  | 0  | 0  | 0  | ½  |    |    | 8      |